# Tvärträsket (Jokkmokks socken, Lappland, 738852-168303)
Tvärträsket är en sjö i Jokkmokks kommun i Lappland och ingår i Luleälvens huvudavrinningsområde. Sjön har en area på 0,139 kvadratkilometer och ligger 317 meter över havet.

## Delavrinningsområde
Tvärträsket ingår i det delavrinningsområde (738844-168195) som SMHI kallar för Ovan Sör-Tjalmejaurbäcken. Medelhöjden är 320 meter över havet och ytan är 6,11 kvadratkilometer. Det finns ett avrinningsområde uppströms, och räknas det in blir den ackumulerade arean 24,09 kvadratkilometer. Linabäcken (Kåikaurbäcken) som avvattnar avrinningsområdet har biflödesordning 3, vilket innebär att vattnet flödar genom totalt 3 vattendrag innan det når havet efter 180 kilometer. Avrinningsområdet består mestadels av skog (86 procent). Avrinningsområdet har 0,41 kvadratkilometer vattenytor vilket ger det en sjöprocent på 6,8 procent.